# A. C. Bhaktivedanta Prabhupada

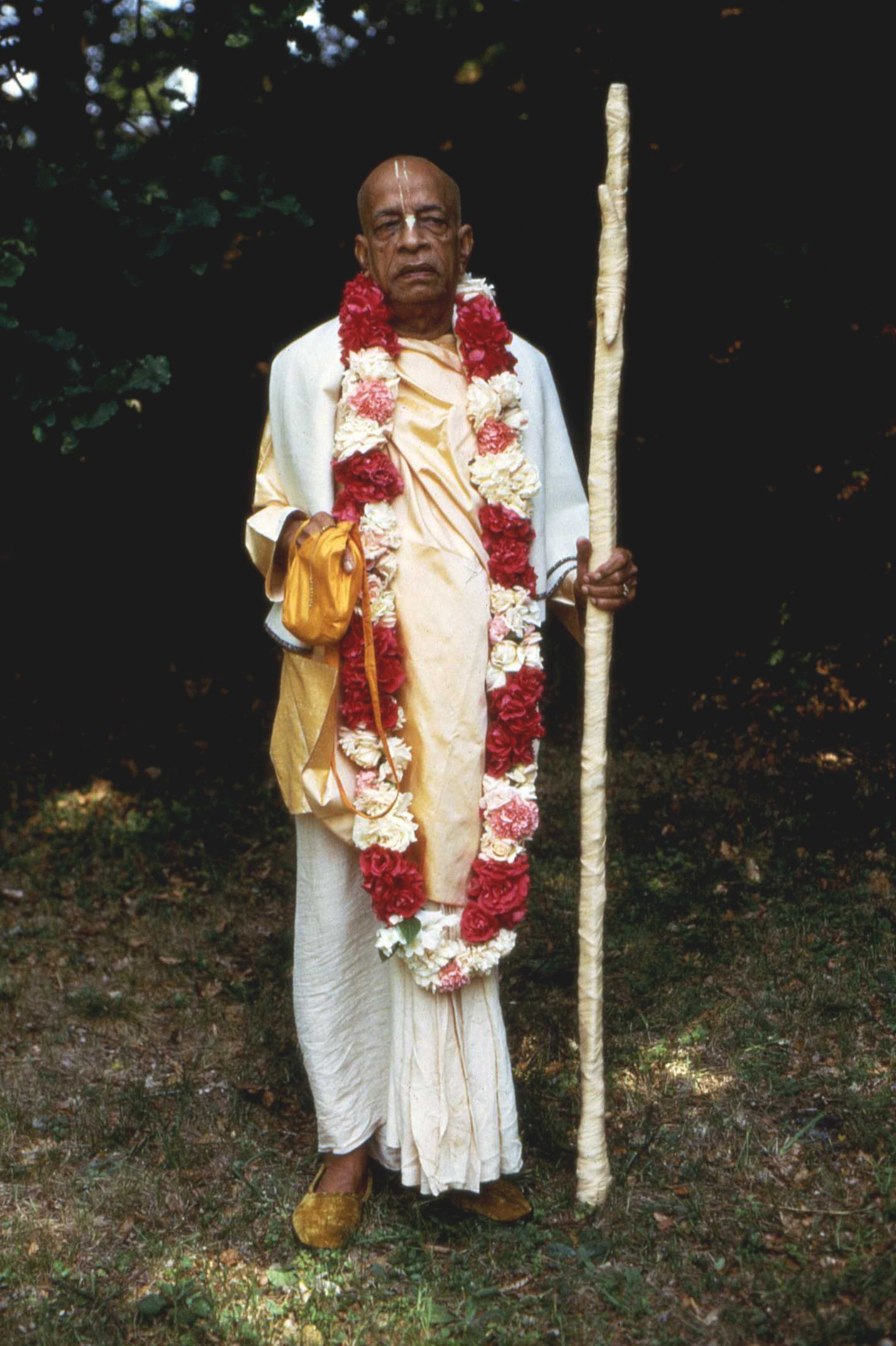
A.C. Bhaktivedanta Swami Prabhupada' bei einem Deutschlandaufenthalt im Jahr 1974

A. C. Bhaktivedanta Swami Prabhupada ⓘ (IAST: Bhakti-vedānta Svāmī Prabhupāda; * 1. September 1896 in Kalkutta, Indien; † 14. November 1977 in Vrindavan; auch A. C. Bhaktivedanta und Swami Prabhupada, bürgerlicher Name Abhay Charan De, „furchtlos im Schutz der Lotosfüße des Herrn“) war ein indischer Autor religiöser Bücher, Kommentator und Übersetzer bekannter heiliger Schriften des Hinduismus sowie Gründer der Internationalen Gesellschaft für Krishna-Bewusstsein (ISKCON).

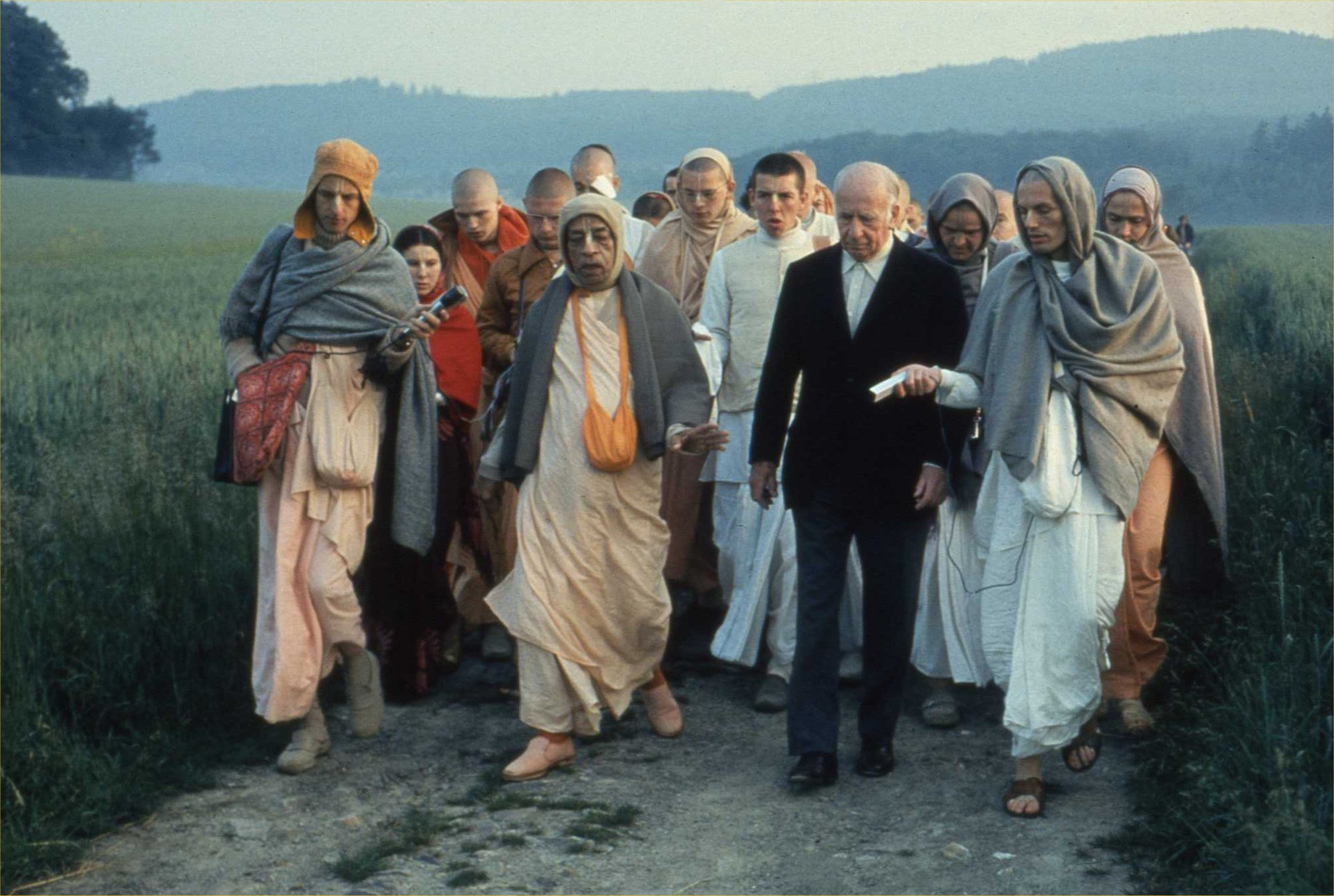
Auf einem Morgenspaziergang mit Karlfried Graf Dürckheim

## Leben
Abhay wuchs in bescheidenen Verhältnissen in Kalkutta auf. Großen Einfluss auf ihn hatte die Krishna-Verehrung seines Vaters. Als Jugendlicher wurde er Anhänger von Gandhi, von dessen Überzeugungen er sich jedoch später löste.
Zwischen 1916 und 1920 besuchte Abhay das Scottish Church College in Kolkata, wo er das Christentum und den westlichen Lebensstil kennenlernte. Er freundete sich mit einem christlichen Lehrer, William Spence Urquhart an, dessen Bibelstunde er täglich besuchte.
1922 begegnete er zum ersten Mal seinem spirituellen Meister, Bhaktisiddhanta Sarasvati, dem Führer der Organisation Gaudiya Math (Orden der Gaudiya Vaishnavas). Dieser überzeugte den jungen Abhay, die Schriften und Lehren der Gaudiya-Vaishnava-Religion in die englische Sprache zu übersetzen und missionarisch zu verbreiten. Zunächst war Abhay jedoch als Händler pharmazeutischer Produkte tätig. 1933 erhielt Abhay die formelle Einweihung als Schüler von Bhaktisiddhanta Sarasvati.
Abhay veröffentlichte 1944 ohne fremde Hilfe das Magazin Back to Godhead. Zu dieser Zeit war dem Magazin jedoch kein Erfolg vergönnt. Heute wird es von seinen Schülern weitergeführt. Zu seiner Blütezeit in den 1970er Jahren erreichte es eine monatliche Auflage von mehreren Millionen Exemplaren und wurde in bis zu 19 Sprachen übersetzt.
Im Jahre 1947 ehrte die Gaudiya-Vaishnava-Gesellschaft Gaudiya Math Abhay mit dem Titel Bhaktivedanta (siehe Bhakti und Vedanta).
Abhay Bhaktivedanta zog sich ab 1950 immer mehr vom Familienleben zurück, um seinen Studien und seiner Schreibtätigkeit mehr Zeit widmen zu können. Er lebte im mittelalterlichen Tempel von Radha-Damodara, in Vrindavan, einem Pilgerort in Nordindien. 1959 nahm er eine Einweihung als Bettelmönch und Wanderprediger (sannyasa) von seinem sannyasa-guru Srila Bhakti Prajnana Kesava Goswami Maharaja in der Sri Kesavaji Gaudiya Math in Mathura an.
1965 reiste A. C. Bhaktivedanta in die Vereinigten Staaten von Amerika. Seine frühen Anhänger, fast ausschließlich Jugendliche der aufkommenden Hippie-Bewegung, nannten ihn Swamiji und später Prabhupada.
Ein Jahr später gründete er in New York die International Society for Krishna Consciousness (ISKCON). In nur einem Jahrzehnt entwickelte sich die Gemeinschaft zu einer Organisation mit an die 100 Tempeln, Schulen, Instituten und Farmgemeinschaften. A. C. Bhaktivedanta Swami Prabhupada diktierte zahlreiche Bücher, hielt Vorträge, gründete Tempel und half seinen bis zu zehntausend Schülern bei der Organisation der ISKCON. Weiterhin führte er die jährlichen traditionellen Ratha-Yatra-Wagenfeste, bei denen Götterbilder in Tempelwagen (Ratha) mitgeführt werden, in vielen westlichen Städten ein. Im Jahre 1972 wurde die erste Gurukula-Schule eröffnet, welche auf das vedische System der Elementar- und Sekundarausbildung gründet. Trotz seines hohen Alters reiste er mehrmals rund um die Welt.
1977 starb A. C. Bhaktivedanta Swami Prabhupada nach mehrmonatigen schweren Leiden in Vrindavan. Er diktierte bis kurze Zeit vor seinem Tod Kommentare zum Srimad-Bhagavatam, einem Klassiker der puranischen Literatur.
Noch zu Lebzeiten setzte Prabhupada ein mehrköpfiges Gremium ein, die Governing Body Commission (GBC), die durch Mehrheitsbeschlüsse die wesentliche Ausrichtung und Strategie der ISKCON auf internationaler Ebene bestimmt. Seit seinem Tod nimmt die GBC als Institution die Rolle seines Nachfolgers ein.

## Werk
Von seinen Nachfolgern und Schülern als „His Divine Grace Bhaktivedanta Swami Prabhupada“ (Seine Göttliche Gnade…) oder kurz „Srila Prabhupada“ (Heiliger Prabhupada) und „Gründer-Acarya der Internationalen Gesellschaft für Krishna-Bewusstsein“ geehrt, findet sich heute in den meisten Tempeln der ISKCON auf der ganzen Welt eine fast lebensecht aussehende Bildgestalt ihres Gründers. Dieser Bildgestalt wird täglich eine zeremonielle Opferung dargebracht und sie wird in ähnlichen Maßen geachtet und betreut, wie die eigentlichen Bildgestalten des jeweiligen Tempels (zumeist von Krishna oder Chaitanya).
Weltweite Beachtung fanden seine mit ausführlichen Kommentaren versehenen Übersetzungen der wichtigsten Werke der Vaishnavas. Das sind vor allem Kommentierungen zur Bhagavad Gita (Bhagavad-gītā, wie sie ist), zum Srimad Bhagavatam (in zwölf Bänden) und zum Chaitanya Charitamrita (in elf Bänden), die in millionenfacher Auflage gedruckt und in viele Sprachen übersetzt wurden und auch heute noch erhältlich sind. Es gibt auch mehrere kleinere Werke, oft Zusammenstellungen von Vorträgen und Gesprächen, die von den Mitgliedern der ISKCON verkauft und auf der Straße gegen eine Spende verteilt werden, etwa eine Zusammenfassung des 10. Cantos des Bhagavatapuranas mit dem Titel „Krishna – Die Quelle aller Freude“.